# Barra Longa
Barra Longa est une municipalité brésilienne de l'État du Minas Gerais et la microrégion de Ponte Nova.